# Ichthyophis kohtaoensis
La cecilia de la isla de Koh Tao (Ichthyophis kohtaoensis) es una especie de anfibio gimnofión de la familia Ichthyophiidae.
Según comunicación personal de Wilkinson referida en el sitio de la Lista Roja de la UICN y en el sitio de AmphibiaWeb, la distribución de esta cecilia está muy poco definida, y su posición taxonómica ha de ser sometida a revisión.
Se espera que, mediante los conocimientos que se adquieran en estudios posteriores, las citas antiguas correspondientes al Sureste de Asia sean asignadas a diferentes taxones.
El nombre dado a esta cecilia se refiere a la isla en la que se recogió el tipo nomenclatural: Ko Tao, situada en el Golfo de Siam y perteneciente a Tailandia.
De la presencia de esta cecilia sólo se tiene certeza en cuanto a esa isla. Por costumbre, la mayor parte de las cecilias de franja amarilla del género Ichthyophis citadas en la parte continental del Sureste de Asia ha sido asignada a la especie I. kohtaoensis: el área de distribución que se le ha supuesto comprende la Tailandia continental y la peninsular, Laos, Camboya, el Vietnam y el sureste de Birmania. Se requiere continuar, empero, la investigación para determinar la zona de una manera más precisa; y la posición taxonómica de los ejemplares citados hasta ahora como correspondientes a la especie considerada es dudosa.
En el sitio de la Lista Roja de la UICN, se consideran los ejemplares de Yunnan como pertenecientes a Ichthyophis bannanicus.
En algunas partes del área de distribución que se le supone a esta cecilia, la población parece ser abundante. En cambio, en el Valle del Mekong, en el nordeste de Tailandia, la densidad de población parece ser baja: de una media de 0,08 ejemplares por km².

## Biología y ecología
Esta cecilia es ovípara y hace la puesta en tierra; sus larvas son acuáticas, y viven en arroyos y charcas del bosque. En el Valle del Mekong, el número de huevos de la puesta oscila entre 32 y 58.
Se sabe que habita en bosques de hoja perenne y en las riberas de arroyos de bosques de galería, y también en tierras de cultivo y en áreas urbanas. Se halló una población de Ichthyophis cf. kohtaoensis del Valle del Mekong en varios territorios extensos entre los que se contaban matorrales, bosques de galería y bosques secundarios desbrozados. Durante la estación seca, la mayor parte de los ejemplares hallados estaba enterrada en el suelo; pero durante la estación lluviosa, se encontraron ejemplares y rastros de ellos entre la hojarasca y la materia vegetal en descomposición.